# Петровічка
Петровічка (словац. Petrovička) — річка в Словаччині; права притока Вагу. Протікає в окрузі Битча.
Довжина — 17.2 км. Витікає в масиві Яворники  (схил гори Чемерка) на висоті 900 метрів.
Протікає територією села Петровиці і міста Битча. Приймає води Коларовицького потоку. Впадає у Ваг на висоті 298 метрів.